# زلزال حلب 1822
في 13 أب 1822 تعرض الجزء الشمالي من الإمبراطورية العثمانية (الآن شمال سوريا ومحافظة هاتاي التركية) لزلزال كبير. بلغت قوة هذا الزلزال 7,0 على مقياس رختر. من المحتمل أن يكون تسبب في حدوث تسونامي، مما أثر على السواحل القريبة. استمرت الهزات الارتدادية المدمرة لأكثر من عامين، وكان أكثرها تدميراً في 5 أيلول 1822. شعر الناس بالزلزال في منطقة واسعة شملت رودس وقبرص وغزة. العدد الإجمالي للقتلى المبلغ عنه لهذا للزلزال تراوح بين 30.000 و 60.000، والحصيلة الأكثر ترجيحاً هي 20.000.

## الإعداد التكتوني
تقع حلب بالقرب من منطقة الصدع المرتبطة بصدع البحر الميت، حيث تتحرك الصفيحة العربية شمالاً بالنسبة للصفيحة الإفريقية بمعدل حوالي 5 ملم في السنة. الجزء الشمالي من منطقة الصدع كان موقعاً للعديد من الزلازل الكبرى، بما في ذلك زلزال أنطاكية 115 وزلزال الساحل السوري 859 وزلزال حلب 1138 وزلزال سوريا 1170.